# La encajera (Maes)

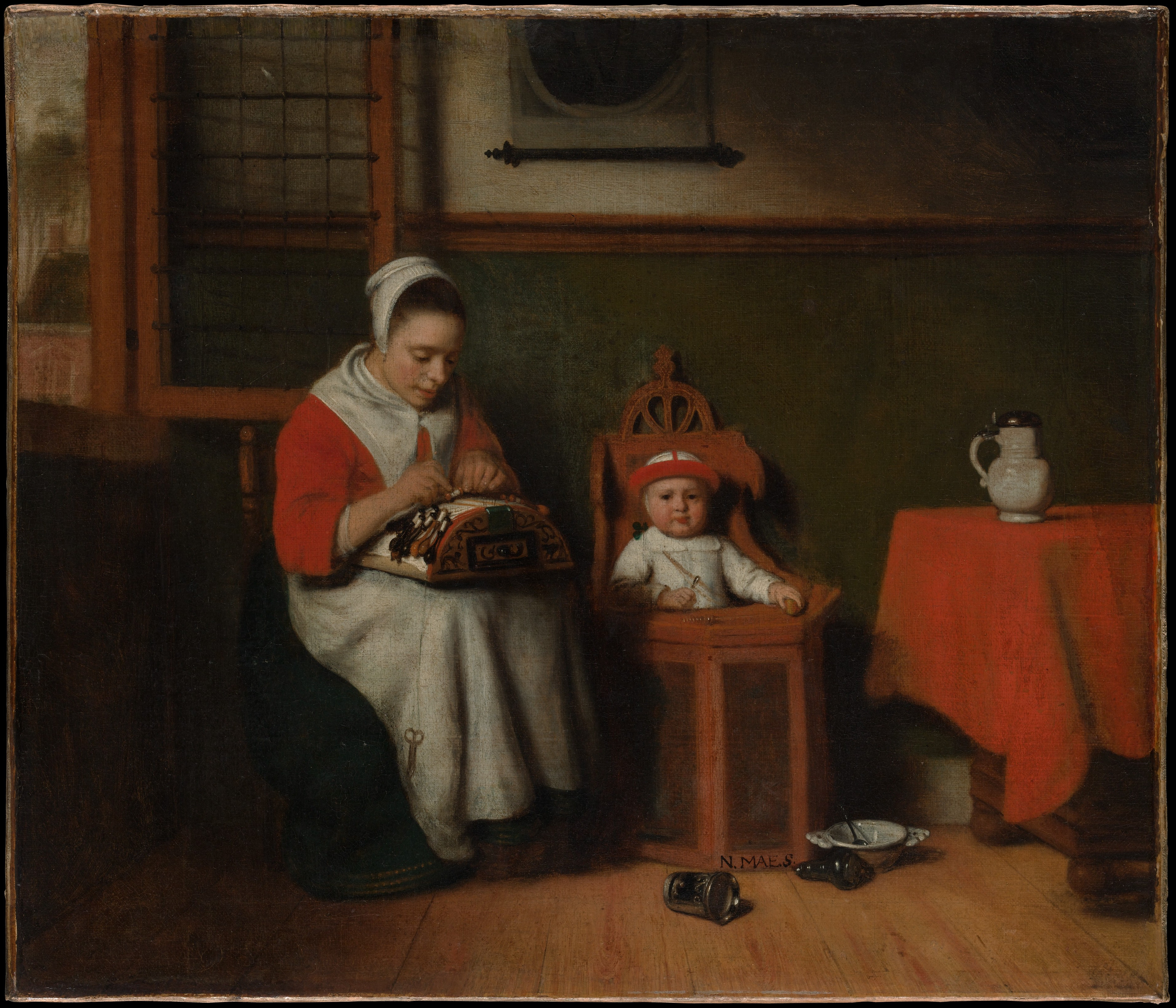
La encajera, 1656, Nicolaes Maes.

La encajera (circa, 1656) es un óleo sobre lienzo del pintor holandés Nicolaes Maes. Es un ejemplo de la pintura de la época dorada holandesa y forma parte de la colección del Museo Metropolitano de Arte de Nueva York.

Esta pintura es típica de las muchas pinturas de mujeres en interiores domésticos pintadas por Maes en la década de 1650. La mujer está haciendo encaje de bolillos, empleando un cojín de costura que puede ser visto en otras pinturas de Maes protagonizadas por encajeras:

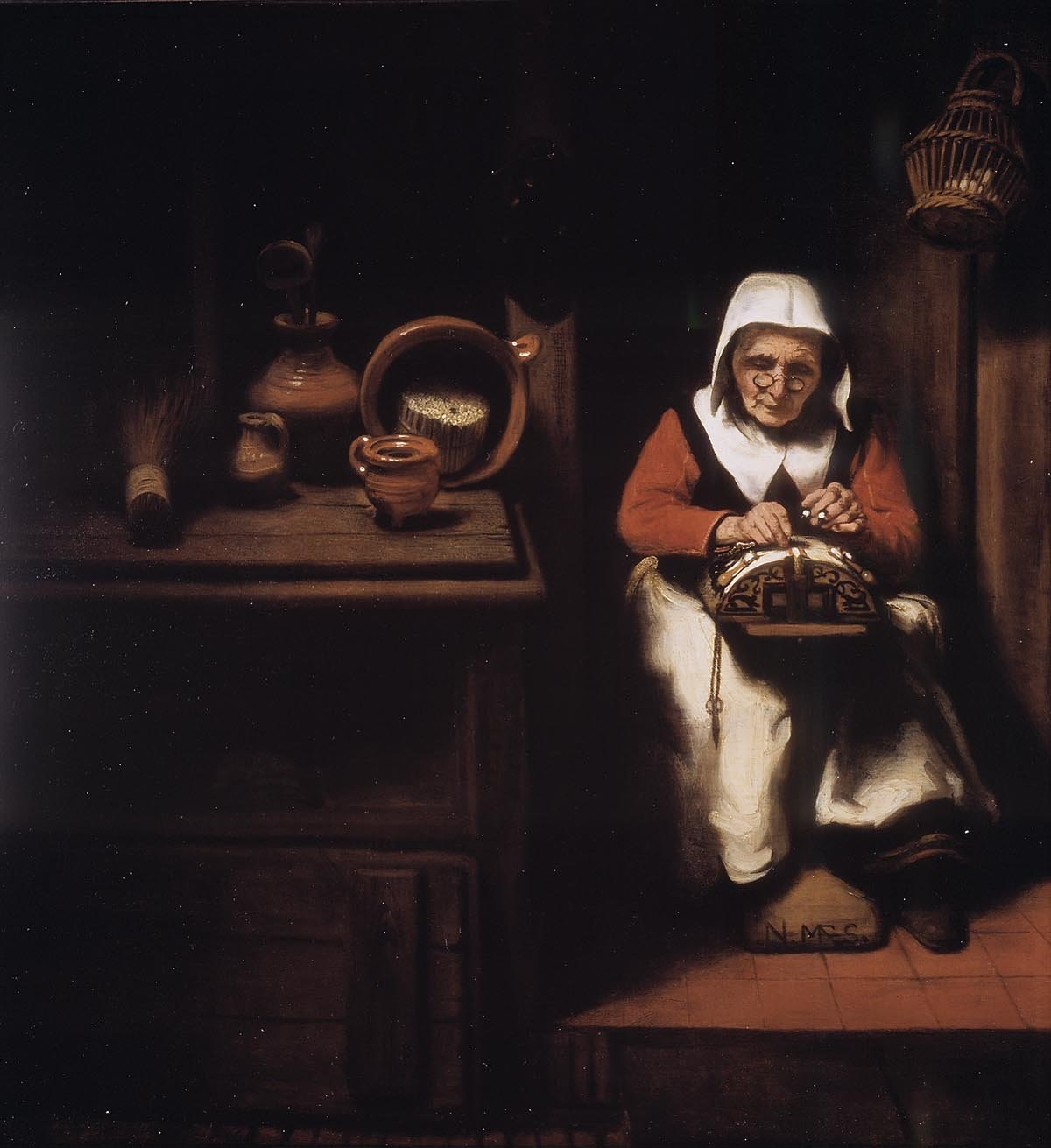
La anciana encajera, circa 1655.
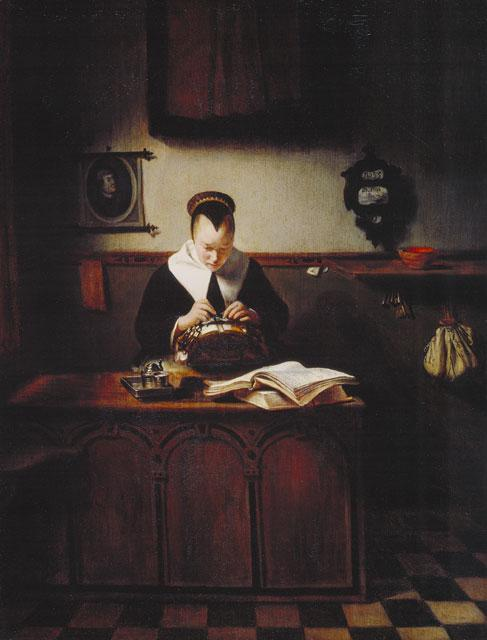
La encajera, 1655.

El niño en una trona era otro tema popular para muchos pintores de género holandeses, y tales obras muestran como esta era utilizada como espacio seguro para jugar así como para comer. La taza vacía de papilla está en el piso junto con algunos otros elementos que el niño ha dejado caer. Lleva puesta una roja valhoed o chichonera, una especie de gorro anticaídas empleado en niños pequeños cuando empezaban a caminar, por precaución, consistente en una rosca gruesa de tela, a veces atada bajo el mentón, utilizada durante los siglos XVII y XVIII.

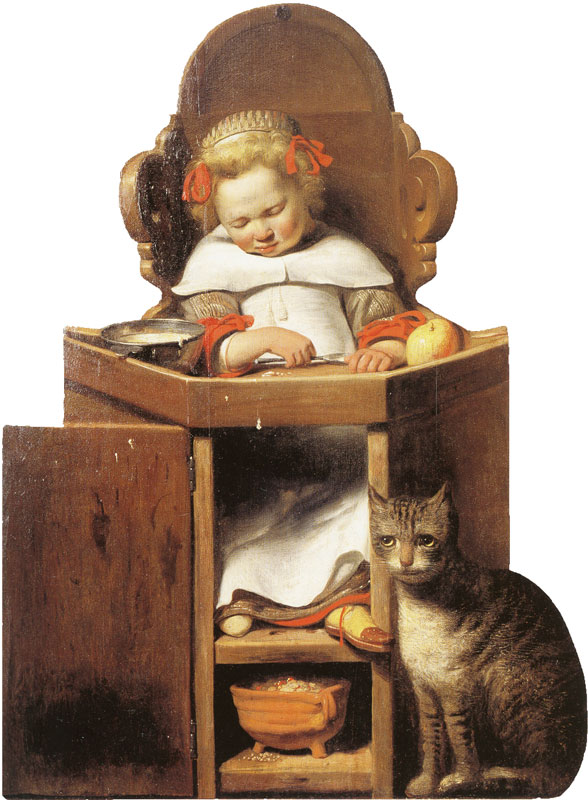
Niño dormido en una trona, 1654, de Johannes Verspronck.
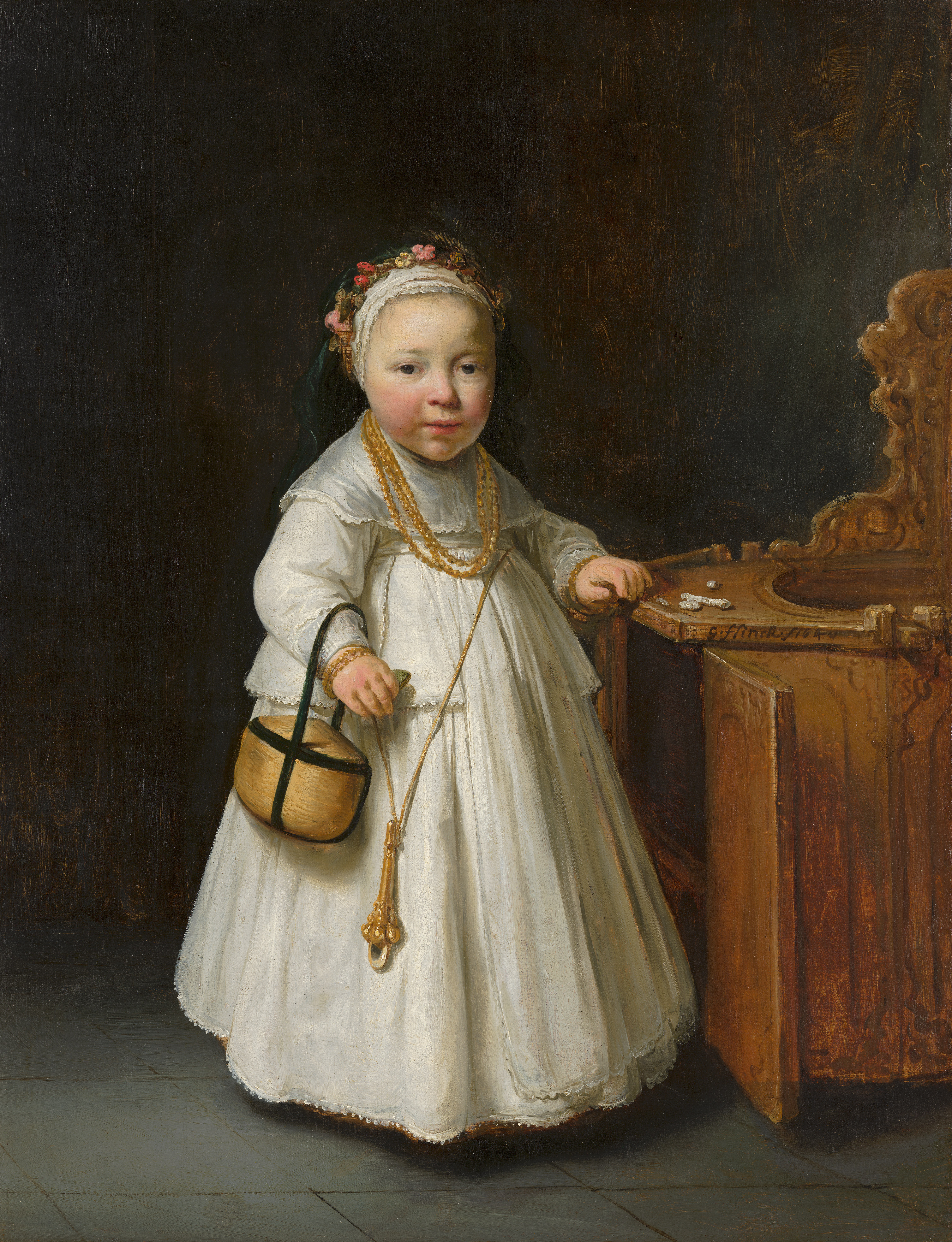
Niña con su trona, 1640, de Govert Flinck.

Esta pintura fue documentada por Hofstede de Groot en 1914, quien escribió; "75. Una joven encajera. Sm. Suppl. 13. Lleva un vestido rojo y delantal blanco, y se sienta en una ventana que ilumina la habitación. Junto a ella, su hijita, con un vestido amarillo, juega en una silla de madera. 
A la derecha hay una mesa con una cubierta roja, sobre la que hay una jarra de loza. Firmada  en su totalidad en letras grandes antiguas; tela, 17 1/2 pulgadas por 20 pulgadas según Sm. Y Waagen, pero 33 1/2 pulgadas por 30 1/2 pulgadas según el Catálogo de Mánchester. 
Exhibido en Mánchester, 1857, Núm. 1050. En la colección de H. Labouchere, Londres, 1842 (Sm.) Y 1854 (Waagen, ii. 421)."
En 1916 el heredero de Labouchere lo vendió por 25.000 dólares a F. Kleinberger, que a su vez lo vendió por 27.500 dólares a Michael Friedsam. Friedsam lo legó al museo en 1931.